# Warrenville, Illinois
Warrenville är en stad (city) i DuPage County, i delstaten Illinois, USA. Enligt United States Census Bureau har staden en folkmängd på 13 232 invånare (2011) och en landarea på 14,1 km².